# ميادة درويش
ميّادة درويش (19 مارس 1964) ممثلة ومؤدية صوت سورية.

## عن حياتها
تخرجت من المعهد العالي للفنون المسرحية في دمشق عام 1991م، وهي تعمل مدرسة لمادة الماكياج في نفس المعهد لعام واحد. ومن أوائل العاملين في دبلجة اللغة في سوريا منذ عام 1991م. وعملت ممثلة ومشرفة فنية للكثير من الأعمال الدرامية والوثائقية والكرتونية المدبلجة للغة العربية. وكذلك مثلت في عدد لا يحصى من الأعمال الإذاعية السورية. ولها مشاركات مسرحية كثيرة في قسم (ماكياج). وأعمال تلفازية معروفة.

## من أعمالها

### فيالتلفاز
- ذاكرة الجسد
- ماملكت أيمانكم
- المحروس
- المارقون
- باب الشمس : الرحيل

### في الدوبلاج
- مدرسة الكونغ فو - سامبي
- أبطال الديجيتال الجزء الرابع - سامر
- روبن هود السهم الناري - روبن هود
- مغامرات نغم - تامبو
- باباي - زيتونة
- مغامرات حنين
- لحن الحياة
- إيكوسان
- في جعبتي حكاية
- القناع
- جنى - رائد

## روابط خارجية
- ميادة درويش على موقع قاعدة بيانات الأفلام العربية